# Circuit des Ardennes
Circuit des Ardennes er et fransk etapeløb i landevejscykling. Løbet blev for første gang afholdt i 1930. Løbet er en del af UCI Europe Tour, hvor det af UCI er rangeret som 2.2.

## Vindere
| - 2024 Joseph Blackmore - 2023 Mathias Bregnhøj - 2022 Lucas Eriksson - 2021 Lucas Eriksson - 2020 Ikke arrangeret - 2019 Alexander Kamp - 2018 Anthony Maldonado - 2017 Jhonatan Narváez - 2016 Olivier Pardini - 2015 Evaldas Šiškevičius - 2014 Łukasz Wiśniowski - 2013 Riccardo Zoidl - 2012 Marek Rutkiewicz - 2011 Gianni Meersman - 2010 Mikhail Antonov - 2009 Dimitri Champion - 2008 Jan Bakelants - 2007 Jérôme Coppel | - 2006 Sergej Kolesnikov - 2005 Florian Morizot - 2004 Eduard Vorganon - 2003 Thomas Lövkvist - 2002 Nicolas Dumont - 2001 Cédric Loué - 2000 Jérôme Desjardins - 1989–1999 ikke arrangeret - 1988 Dmitrij Zjdanov - 1987 Laurent Pillon - 1986 Roman Kreuziger, Sr. - 1985 Mario Hernig - 1984 Heinz Imboden - 1983 Bruno Wojtinek - 1982 Milan Jurčo - 1981 Michal Klasa - 1980 Zdenek Bartonicek - 1979 Daniel Leveau | - 1978 Daniel Yon - 1964–1976 ikke arrangeret - 1977 Christian Calzati - 1963 Marcel Hocquaux - 1962 John Geddes - 1961 Noël Chavy - 1960 André Geneste - 1959 Robert Pallu - 1958 Bruno Modenese - 1957 Edouard Delberghe - 1956 Bruno Modenese - 1955 Eugène Tamburlini - 1954 Louis Deprez - 1953 Albert Platel - 1952 André Geneste - 1951 Jacques Michel - 1931–1950 ikke arrangeret - 1930 Albert Barthélémy |